# Valentin Rathgeber
Johann Valentin Rathgeber, né le 3 avril 1682 à Oberelsbach et mort le 2 juin 1750 à l'abbaye de Banz, est un compositeur, organiste et maître de chœur allemand de l'époque baroque.

## Biographie

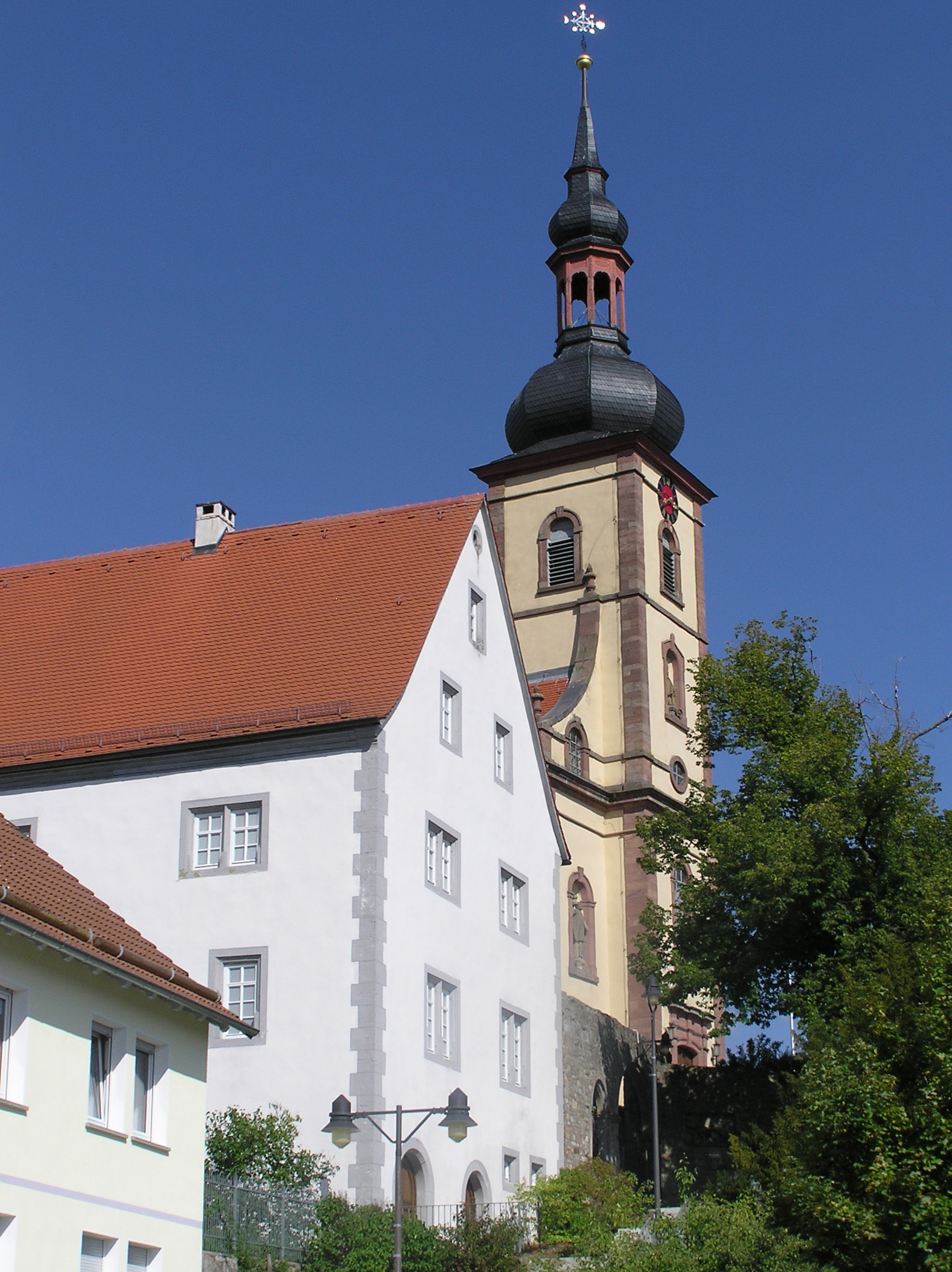
Église et maison natale de Valentin Rathgeber

Le père de Valentin Rathgeber était organiste et lui a donné ses premières leçons de musique. Au début du XVIIIe siècle, il a étudié à l'université de Wurtzbourg, au début la rhétorique, les mathématiques et le droit, pour se réorienter ensuite en théologie.
Son premier poste est celui d'enseignant au Juliusspital de Wurtzbourg. En 1707, il prend le poste de musicien de chambre et de servant de l'abbaye de Banz, Kilian Düring. Peu de temps après, il prononce ses vœux de l'ordre de Saint-Benoît, et en 1711 il devient prêtre. À partir de là, il est organiste, maître de chœur et prêcheur à l'abbaye.
Entre 1729 et 1738 il fait un voyage d'études. Il y a controverse pour savoir s'il l'a fait avec la permission de son abbé ou non. On sait qu'il s'est arrêté à Mayence, Bonn, Cologne, Trèves, Stuttgart, Ratisbonne, en Suisse et à Vienne. Les compositions de cette période sont principalement dédiées à ses hôtes respectifs. En 1738, il retourne à l'abbaye, où il vit en réclusion pendant un moment. Peu de temps après, il est autorisé à reprendre sa charge et il vit à l'abbaye de Banz jusqu'à sa mort à 68 ans, attribuée à la goutte.

## Œuvre

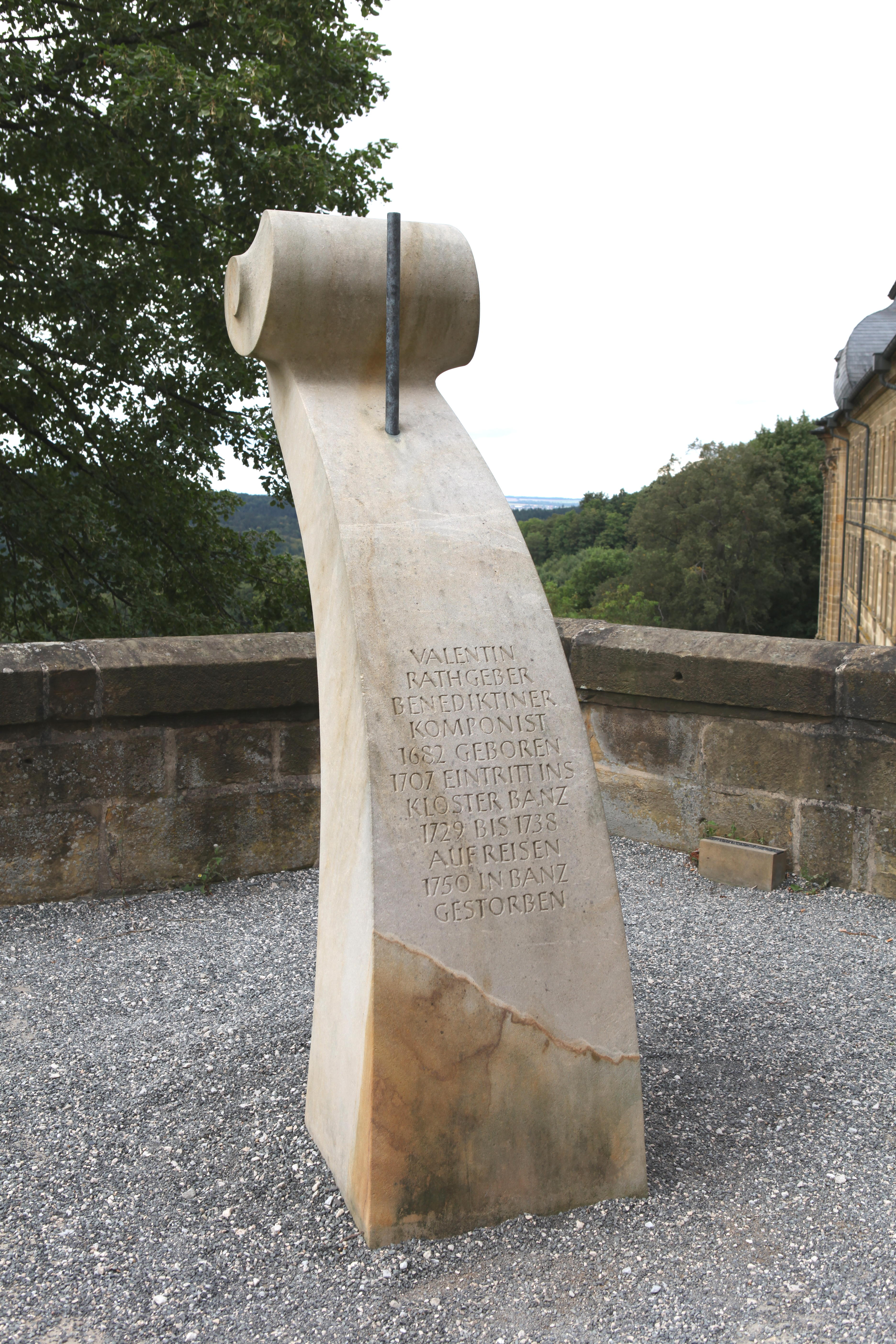
Monument à Rathgeber, abbaye de Banz

Rathgeber a composé à la fois des œuvres profanes et sacrées, la majorité d'entre elles étant du chant sacré. Son œuvre comprend plusieurs centaines de pièces, essentiellement des messes, des hymnes, des arias, des litanies, des requiems, des magnificats, des offertoires (164), des antiennes mariales (44) ainsi que des concertos instrumentaux (24) et des chansons.
Son Augsburger Tafel-Confect, titre abrégé du Ohren-vergnügendes und Gemüth-ergötzendes Tafel-Confect, publié pour la première fois en 1733, est une compilation d'airs censés être joués pendant le dessert, alors que de la musique de table avait été jouée pendant le plat principal.

## Enregistrements
- Messe von Muri - Concertos, œuvres de Johann Valentin Rathgeber et Christian Gottfried Telonius par la Capella Murensis, dir. Johannes Strobl, et l'ensemble Arcimboldo, dir. Thilo Hirsch (Audite 92.559, 2007)[2],[3]